# Керминкет
Керминкет (также Кумберкет) — крупное средневековое торговое поселение в Семиречье на территории современной Киргизии. Упоминается в средневековом трактате XI века «Худуд аль-алам» при описании караванного пути из Жула (в окрестности современного Бишкека) на Иссык-куле. Предположительно, был расположен около Невакета перед входом в узкое ущелье Джиль (Боомское ущелье). В Керминкете проживало карлукское племя лабан, вождь носит титул «кутегин-лабана».